# Johan David Valerius
Johan David Valerius (Göteborg, 13 januari 1776 — Stockholm, 4 augustus 1852) was een Zweeds dichter en lid van de Zweedse Academie van 1826 tot 1852, op zetel 15. Hij was er de opvolger van Carl Birger Rutström.